# Tremella mesenterica
Tremella mesenterica es una especie de hongo del género Tremella, familia Tremellaceae, orden Tremellales. Fue descrita por Retz.
Suele aparecer durante todo el año, incluso en condiciones de sequía. No es comestible.

## Descripción
Hongo gelatinoso brillante de color amarillo, aunque puede variar a limón o naranja. Su carpóforo es amorfo y lobulado.

## Distribución y hábitat
Especie cosmopolita. Suele habitar en troncos y ramas caídas de bosques.